# Барра, Эдуардо де ла
Эдуардо де ла Барра Ластория  (исп. Eduardo de la Barra; 1839—1900) — чилийский писатель, поэт, литературный критик, журналист, редактор, государственный деятель, дипломат.
Один из классиков чилийской литературы.

## Биография
Рано осиротел.
Обучался в Британском колледже Вальпараисо, с 1856 года изучал право, позже математику и геодезию в Национальном институте Сантьяго. В 1860 году получил специальность инженера-геодезиста. Был оставлен при институте, преподавал литературу, геометрию, историю, гражданские науки и математику.
В 1859 году основал Общество друзей литературы.
Интеллектуал, учёный, поэт-латинист, географ, журналист, инженер, геолог, библиограф, педагог, полемист, филолог. Был ректором лицея в Вальпараисо, который сегодня носит его имя.
В 1864 году начал журналистскую деятельность в «La voz de Chile».Позже редактировал газету «La Unión» (Вальпараисо). Член радикальной партии с того же года.
В 1882 году — полномочный посол Чили в Уругвае и Парагвае. После падения режима президента Х. М. Бальмаседы, выступил с осуждением путча и в 1891—1895 годах находился в изгнании в Аргентине.
Позже вернулся на родину.

## Творчество
Представитель романтизма в чилийской литературе. Автор многих книг.
Страницы его произведений полны созерцательного романтического идеала: описаний природы, страстей, горя, любовных побед и поражений.
Член Чилийской академии языка. В 1886 году стал членом-корреспондентом Королевской академии языка Испании.

## Избранные произведения
- Los gastos de traslado
- Poesías Líricas de 1866
- Saludables advertencias a los verdaderos católicos y al clero político, selección de sus artículos de periódico bajo el seudónimo de V.Erasmo Gesuit. de 1871
- Francisco Bilbao ante la sacristía: refutación de un folleto, 1872
- El radicalismo chileno, folleto que da cuenta de sus discrepancias con el Partido Radical de 1875
- Estudios sobre el cólera, de 1887
- Elementos de la métrica castellana, 1887
- Poesías, 2 vols. de 1889
- Estudios sobre la versificación castellana, de 1889
- Rimas chilenas, de 1890
- Ensayos filosóficos americanos, de 1894
- Las lenguas celtolatinas, de 1899